# Long An, An Dương (Hà Nam)
Long An (龙安区, Hán Việt: Long An khu) là một quận thuộc địa cấp thị An Dương (chữ Hán giản thể: 安阳市), tỉnh Hà Nam, Cộng hòa Nhân dân Trung Hoa. Quận Long An có diện tích 236 km2, dân số năm 2002 là 190.000 người, mã số bưu chính 455001. Quận lỵ đóng ở Đại Đạo Tây Đoạn.
Quận này được chia ra thành các đơn vị hành chính gồm 6 nhai đạo: Văn Xương Đại Đạo, Văn Minh Đại, Thái Hành Tiểu, Trung Châu Lộ, Điền Thôn và Chương Vũ; trấn Long Tuyền; hương Mã Đầu 涧 và Đông Phong.